# Joseph Gordon-Levitt
Joseph Leonard Gordon-Levitt (sinh ngày 17/02/1981) là một diễn viên điện ảnh, đạo diễn, nhà biên kịch và sản xuất phim người Mỹ. Anh được biết đến qua vai diễn trong những bộ phim nổi tiếng như (500) Days of Summer, Inception, 50/50, Premium Rush, The Dark Knight Rises, Looper, Lincoln, G.I. Joe: The Rise of Cobra, và Sin City: A Dame to Kill For. 
Đến nay, Gordon-Levitt đã 2 lần được đề cử Giải Quả cầu vàng cho nam diễn viên phim ca nhạc hoặc phim hài xuất sắc nhất cho vai diễn trong phim (500) Days of Summer và 50/50. 

## Tiểu sử
Joseph Gordon-Levitt bắt đầu nghiệp diễn từ rất sớm, và nổi tiếng với nhiều loại vai diễn tại Hollywood. Năm 6 tuổi, Josep đã bắt đầu đóng phim. Năm 15 tuổi, anh trở nên nổi tiếng sau khi vào vai Tommy Solomon trong bộ phim 3rd Rock From The Sun (1996-2001), anh đoạt được hai giải thưởng dành cho những ngôi sao trẻ triển vọng, do các phóng viên điện ảnh của Hollywood bình chọn.
Trước khi đến với thể loại phim truyền hình, Joseph đã xuất hiện trên màn ảnh rộng, có thể kể đến một số bộ phim nhưAngels In The Outfield, The Juror, Halloween: H2O, 10 Things I Hate About You, anh từng nhận giải thưởng Diễn viên xuất sắc dưới 10 tuổi của Hội nghệ sĩ trẻ sau khi tham gia phim A River Runs Through It (1992). Năm 1999, tạp chí Teen People bầu chọn anh vào danh sách Những ngôi sao dưới 21 tuổi được mến mộ nhất.
Năm 2000, Joseph theo học tại Trường Phổ quát học thuộc Đại học Columbia và tạm gác lại sự nghiệp điện ảnh. Nhưng chỉ hai năm sau, anh quyết định bỏ học và quay trở lại với điện ảnh. Hai bộ phim đáng chú ý mà anh tham gia ngay khi trở lại là Brick và Mysterious Skin. Được đem đi công chiếu tại các liên hoan phim Venice, Toronto và London.
Joseph cho rằng, danh tiếng đi kèm với nhiều điều không hay. Theo anh, sự nổi tiếng có thể khiến cho người ta trở nên tham lam, ích kỷ. Chính nó gây nên nhiều điều tệ hại trên khắp thế giới.

## Phim tham gia
- 1988: Stranger on My Land
- 1989: Settle the Score
- 1990: Dark Shadows
- 1991: Changes
- 1991: Hi Honey — I'm Dead
- 1991: Plymouth
- 1992: A River Runs Through It
- 1993: Partners
- 1993: Switching Parents
- 1994: Holy Matrimony
- 1994: Roadkillers
- 1994: Angels in the Outfield
- 1995: The Great Elephant Escape
- 1996-2001: 3rd Rock from the Sun
- 1996: The Juror
- 1998: Sweet Jane
- 1998: Halloween H20: 20 Years Later
- 1999: 10 Things I Hate About You
- 2000: Picking Up the Pieces
- 2000: Forever Lulu
- 2001: Manic
- 2002: Treasure Planet
- 2003: Latter Days
- 2004: Mysterious Skin
- 2005: Numb3rs
- 2005: Brick
- 2005: Havoc
- 2005: Shadowboxer
- 2007: The Lookout
- 2008: Stop-Loss
- 2008: Miracle at St. Anna
- 2008: The Brothers Bloom
- 2008: Killshot
- 2009: Big Breaks
- 2009: (500) Days of Summer
- 2009: Uncertainty
- 2009: Women in Trouble
- 2009: G.I. Joe: The Rise of Cobra
- 2010: Hesher
- 2010: Morgan M. Morgansen's Date with Destiny
- 2010: Elektra Luxx
- 2010: Morgan and Destiny's Eleventeenth Date: The Zeppelin Zoo
- 2010: Inception
- 2011: 50/50
- 2012: The Dark Knight Rises
- 2012: Premium Rush
- 2012: Looper
- 2012: Lincoln
- 2013: Don Jon
- 2015: The Walk
- 2016:Snowden